# José Eduardo Martins (pianista)
José Eduardo Gandra da Silva Martins (São Paulo, 1938) é um pianista brasileiro e professor titular aposentado da Universidade de São Paulo.
Começou seus estudos com o professor russo José Kliass. Mais tarde, de 1958 a 1962, estudou em Paris com Marguerite Long, Jean Doyen e matérias teóricas com Louis Saguer. Como pianista, Martins realizou ciclos com as integrais de Debussy, J-P. Rameau, Moussorgsky e Francisco de Lacerda. Apresentou igualmente, em primeira audição absoluta, mais de 120 composições contemporâneas de autores de diversos países, entre as quais algumas das mais representativas obras do compositor português Fernando Lopes-Graça, gravadas e interpretadas pelo pianista.

Martins foi responsável, ao fimda década de 70, pela redescoberta do grande compositor romântico brasileiro Henrique Oswald, realizando gravações e primeiras audições de inúmeras obras para piano solo e camerística com piano, assim como edição de partituras.
O pianista tem 24 CDs gravados na Bélgica, Bulgária e Portugal, lançados pela Labor (EUA), PKP (Bélgica), Portugaler, PortugalSom/Numérica (Portugal) e, sobretudo, pelo selo De Rode Pomp, da Bélgica Flamenga.  Martins é autor de diversos livros sobre música e de mais de uma centena de artigos publicados em várias revistas e periódicos do Brasil e do exterior. José Eduardo Martins é Doctor Honoris Causa pela Universidade Constantin Brâncuşi da Romênia e Acadêmico Honorário da Academia Brasileira de Música. Recebeu em Bruxelas, em 2004, a Ordem do Rio Branco, uma das honrarias mais significativas do governo brasileiro. Em 2011, foi agraciado com a comenda "Officier dans l'Ordre de La Couronne", outorgada pelo rei Alberto II, Rei dos Belgas.
É irmão do jurista Ives Gandra Martins e do maestro João Carlos Martins.

## Discografia

### Fora do Brasil
- 1995: Henrique Oswald (Integral para violino e piano). Violinista: Paul Klinck. Bruxelas, PKP 007. Gravação realizada na Radio da Bélgica em Bruxelas.
- 1997: J.S.Bach. Concertos for two pianos and orchestra. In: “The complete keyboard works of J.S.Bach on Concord Concerto by João Carlos Martins”. João Carlos Martins and José Eduardo Martins, The Sofia Soloists, Plamen Djurov – conductor. New York. Concord Concerto, vol 13. Gravação realizada na Sala Bulgária em Sófia.
- 1998: “60”. W. A. Mozart (Sonata em lá menor KV. 310), F. Liszt (Estudo transcendental em mi bemol maior n° 7 “Eroica”), A. Scriabine (Estudo em fá sustenido maior op. 42 n° 3), S. Rachmaninov (Étude tableau em ré menor op. 39 n° 8), P. I. Tchaikowsky (Doumka), Henrique Oswald (Il Neige!), Gilberto Mendes (Sonatina Mozartiana; Estudo, Ex-tudo, Eis tudo pois – In memoriam Jorge Peixinho), H. Villa-Lobos (Valsa da dor), Paulo Costa Lima (Imikayá, Ponteio-Estudo), Cláudio Santoro (Pour Emma – Lied), J.S. Bach (Concerto para dois pianos e orquestra em dó menor – Allegro) João Carlos e José Eduardo Martins - piano, Solistas de Sófia. Gravações realizadas ao vivo na Sala Tchaikowsky em Moscou, na Rádio da Bélgica em Bruxelas e na Sala Bulgária em Sófia. São Paulo, Produção Independente.
- 1999: Francisco de Lacerda (Trente-six histoires pour amuser les enfants d’un artiste, Canção do berço, Lusitanas – deux valses de phantasie, Danse sacrée – danse du voile), Claude Debussy (Danse sacrée - Danse profane, Morceau de concours, Pièce pour piano, Élegie, Les accords de septième regrettent). Gent. De Rode Pomp, Gents Muzikaal Archief, vol. 5. Gravação realizada na Capela Sint-Hilarius em Mullem, Bélgica.
- 2000: “L’Oeuvre de Clavier”. Jean-Philippe Rameau (Integral para Tecla). Gent. De Rode Pomp, Gents Muzikaal Archief, vol. 08. Gravação realizada na Sala Bulgária em Sófia. Álbum duplo.
- 2001: “Music of Tribute”. Villa-Lobos (Two Cirandas, Choro nº 5 – Alma Brasileira, Ciclo Brasileiro), Mario Ficarelli (Minimal Ciranda), Gilberto Mendes (Viva-Villa), Wilhelm Zobl (Ária Brasileira), Jorge Peixinho (Villalbarosa), Aurelio de la Vega (Homenagem). New York, Labor Records. Gravação realizada na Sala Bulgária em Sófia.
- 2002: A. N. Skriabin (The Complete Piano Etudes). Gent. De Rode Pomp, Gents Muzikaal Archief, vol. 13. Gravação realizada na Capela Sint-Hilarius em Mullem, Bélgica.
- 2003: Henrique Oswald. Quarteto para piano e cordas op. 26, Sonata-Fantasia para violoncelo e piano op. 44, Concerto para piano e orquestra op. 10 (em versão para piano e quinteto de cordas realizada pelo autor). Quarteto de cordas Rubio. São Paulo, Universidade de São Paulo – Concerto. Gravação realizada na Capela Sint-Hilarius em Mullem, Bélgica.
- 2003: M. Musorgsky (Pictures at an Exhibition, Boris Godounov – Scène du Couronnement), C. Debussy (La Boîte à Joujoux). Gent. De Rode Pomp, Gents Muzikaal Archief, vol. 17. Gravação realizada na Capela Sint-Hilarius em Mullem, Bélgica.
- 2004: “New Belgian Etudes”. Boudewijn Buckinx (7 Estudos para José Eduardo Martins – BBWV 1999.01), Lucien Posman (Le conte de l’étude Modeste), Hans Cafmeyer (7 Atomics), Frederick Devreese (Prélude II), Roland Coryn (3 stukken voor piano), Daniel Gistelinck (Résonances), Raoul De Smet (Schets in zwart-wit – En Blanc et Noir), Stefan van Puymbroeck (Étude nº 2), Yves Bondue (Étude), Stefan Meylaers (Face of Roads – Concert Étude). Gent. De Rode Pomp, Gents Muzikaal Archief, vol. 24. Gravação realizada na Capela Sint-Hilarius em Mullem, Bélgica.
- 2004: “Viagens na Minha Terra”. Lopes-Graça (Viagens na Minha Terra – dezanove peças para piano sobre melodias tradicionais portuguesas – 1º gravação absoluta; Sonata nº 5, Dois Embalos, Três Epitáfios). Lisboa, Portugaler. Gravação realizada no Teatro José Lúcio da Silva em Leiria, Portugal.
- 2004: Carlos Seixas (23 Sonatas para Tecla). Gent. De Rode Pomp, Gents Muzikaal Archief, vol. 22. Gravação realizada na Capela Sint-Hilarius em Mullem, Bélgica. Álbum duplo.
- 2005: Scriabin (Integral dos Estudos para Piano). Reedição brasileira do CD lançado em 2002 pela De Rode Pomp (Bélgica). Clássicos Editorial Ltda. CLA002.
- 2006: “Estudos Brasileiros para piano”. Francisco Mignone (Seis Estudos Transcendentais), Gilberto Mendes (Estudo Magno; Estudo, Ex-tudo, Eis tudo pois; Étude de Sinthèse), Mario Ficarelli (Estudo n° 3), Ricardo Tacuchian (Il fait du soleil – Estudo, Avenida Paulista – Estudo), Paulo Costa Lima (Imikayá – Estudo), Almeida Prado (Três Profecias em forma de Estudo), Júlio Medaglia (Estudo Choro). Gravações realizadas na Sala Bulgária em Sófia, Bulgária e na Capela Sint-Hilarius em Mullem, Bélgica. Rio de Janeiro, Academia Brasileira de Música.
- 2006: Claude Debussy (Douze Études pour piano). Gent. De Rode Pomp, Gents Muzikaal Archief, vol. 27. Gravação realizada na Capela Sint-Hilarius em Mullem, Bélgica.
- 2007: R. Schumann (Humoresque in B flat major, op. 20), A. Scriabin (Nocturne op. 9 n°2, Étude op. 8 n° 12 – alternative version, Deux Poèmes op. 32, Poème tragique op. 34, Feuillet d’album op. 45 n° 1, Valse op. 38, Fantaisie op. 28). Gent. De Rode Pomp, Gents Muzikaal Archief, vol. 32. Gravação realizada na Capela Sint-Hilarius em Mullem, Bélgica.
- 2008: Claude Debussy (Doze Estudos para Piano). Reedição brasileira do CD lançado em 2006 pela De Rode Pomp (Bélgica). Clássicos Editorial Ltda. CLA010.
- 2008: J. Kuhnau (Seis Sonatas Bíblicas para Tecla), Gent. De Rode Pomp, Gents Muzikaal Archief, vol. 35. Gravação realizada na Capela Sint-Hilarius em Mullem, Bélgica.
- 2009: Gabriel Fauré - Works for piano (Ballade op.19; Thème et Variations op.73; Nocturnes 4 et 6; 5 Impromptus; Barcarole 12 op.106 bis), Gent. De Rode Pomp, Gents Muzikaal Archief, vol. 39. Gravação realizada na Capela Sint-Hilarius em Mullem, Bélgica.
- 2009: Jean-Philippe Rameau (Obra para teclado). Reedição brasileira dos CDs lançados em 2000 pela De Rode Pomp (Bélgica). Clássicos Editorial Ltda. CLA014.
- 2010: Carlos Seixas - 17 Sonatas para teclado. Coletânea brasileira da gravação do álbum duplo (2004). Casa de Portugal de São Paulo, Banco BANIF.
- 2010: O Piano Intimista de Henrique Oswald. Machiette op.2 - 12 peças; Variações sobre um tema de Barrozo Netto; Tre Piccoli Pezzi; Berceuse - à mia carissima madre; Estudo-Scherzo; Étude pour la main gauche; Six Morceaux op.4; Polonaise op.34 no.1). Gravação realizada na Capela Sint-Hilarius em Mullem, Bélgica.
- 2012: Fernando Lopes-Graça (Canto de Amor e de Morte; Músicas Fúnebres; Música de Piano para as Crianças; Cosmorama). Cd Duplo. PortugalSom /Numérica (Portugal). PS5017. Gravação realizada na Capela Sint-Hilarius em Mullem, Bélgica.
- 2017: Éthers de l'Infini - études contemporaines pour piano. Gheorghi Arnaoudov (Et Iterum Venturus), Eurico Carrapatoso (Missa sem Palavras - cinco Estudos Litúrgicos), George Peixinho (Étude V - Die Reihe-Courante), François Servenière (7 Études Cosmiques + Automne Cosmique). ESOLEM 2017. Gravação realizada na Capela Sint-Hilarius em Mullem, Bélgica.
- 2019: O romantismo de Henrique Oswald. SESC 2019. Violino e Piano (violino Paul Klinck, piano José Eduardo Martins): Sonata em Mi maior op. 36; Romance, andante molto espressivo op. 7 nº 2; Romance, andante con moto; Nocturne. Piano solo (JEM): Bluettes - 10 peças; Valses op. 25 nºs 1 e 2; En Rêve; Nocturnes op. 6 nºs 1 e 2; Étude II (1ª versão); Valse-Caprice op. 11 nº 1. Gravação realizada na Bélgica em 1995 (violino e piano), 2015 (piano solo).

### No Brasil
- 1979: Henrique Oswald (Il Neige!, Valse op. 25 n° 1, Noturno op. 14 nº 5, Berceuse, Scherzo-Étude), Claude Debussy (Danse Bohèmienne, Danse, D’un Cahier d’Esquises, Page d’Album, Masques, L’isle Joyeuse) e Tsuna Iwami (Algo Sutil e Profundo, Idade Madura, O Mar). São Paulo, Studium Gravações. Gravação realizada no Nosso Estúdio em São Paulo.
- 1983: Henrique Oswald. Integral para violoncelo e piano, violoncelo: Antônio Del Claro; obras para piano solo. Rio de Janeiro, FUNARTE. Gravação realizada no Nosso Estúdio em São Paulo. Álbum duplo.
- 1984: Henrique Oswald. Quinteto para piano e cordas op. 18. São Paulo, BASF. Gravação realizada no Instituto Goethe em São Paulo.
- 1988: Henrique Oswald. Sonata para violino e piano op. 36 e Trio com piano op. 9. Violino: Elisa Fukuda, violoncelo: Antônio Del Claro. Rio de Janeiro, FUNARTE. Gravação realizada na U.F.R.J no Rio de Janeiro.

## Livros
- 1982: “O Som Pianístico de Claude Debussy”. São Paulo, Novas Metas, 256 págs.
- 1990: “Encontros sob Música”. Belém, Cejup, 214 págs.
- 1995: “Henrique Oswald – Músico de uma Saga Romântica”. São Paulo, Edusp-Giordano, 218 págs.
- 2008: “Crônicas de um Observador - Acúmulos da Escuta e do Olhar", Pax & Spes, 223 págs.
- 2009: “Crônicas de um Observador (II)- Acúmulos da Escuta e do Olhar", Pax & Spes, 259 págs.
- 2011: “Crônicas de um Observador (III)- Acúmulos da Escuta e do Olhar", Pax & Spes, 349 págs.
- 2011: “Impressões Sobre a Música Portuguesa - Panorama, Criação, Interpretação, Esperanças", Coimbra, Imprensa da Universidade de Coimbra,265 págs. CD anexo: Obras de Carlos Seixas, Francisco de Lacerda, Lopes-Graça, Jorge Peixinho. Pianista: J.E.M.
- 2012: “José Eduardo Martins – Un pianiste brésilien. Entretiens avec José Francisco Bannwart & François Servenière. Série Témoignages, no. 4″. Observatoire Musical Français. Université Paris-Sorbonne, 123 págs.